# Filosofie doktor
Filosofie doktor (latin doctor philosophiae) är den som efter grundutbildning vid filosofisk fakultet (humanistisk fakultet, matematisk-naturvetenskaplig fakultet eller samhällsvetenskaplig fakultet) avlagt grundexamen och därefter bedrivit forskarstudier (doktorerat) och avlagt föreskrivna kunskapsprov därför och som författat och sedan vid offentlig disputation försvarat en doktorsavhandling.
För svenska filosofie doktorer används förkortningen fil.dr (fil. dr) eller FD. Graden motsvarar graden PhD i Norge och Danmark (i Norge finns också graden dr.philos., som kan erhållas utan att vara antagen som doktorand eller genomgå en forskarutbildning, men som förutsätter samma examinering i en disputation som för PhD-graden; i Danmark skiljer man mellan PhD, som ersatte den tidigare licentiatgraden, och doktorsgrad, en högre grad som också ger rätt att använda titeln Dr.).
I Sverige används titeln teknologie doktor för personer som har avlagt doktorsexamen vid teknisk fakultet, men den engelska översättningen av deras titel är ändå vanligen Doctor of Philosophy (PhD).

## Sverige
Humanistiska och matematisk-naturvetenskapliga ämnen var fram till 1956 i Sverige samlade inom den filosofiska fakulteten. 1956 delades denna i olika fakultet och 1964 tillkom även samhällsvetenskaplig fakultet inom det filosofiska området. Forskarutbildning inom dessa fakulteter leder därmed till en filosofie doktorsexamen. 
En doktorsexamen motsvarar 240 högskolepoäng på forskarnivå. I Sverige och Finland finns även licentiatexamen som innebär en halv doktorsexamen,  men före 1969 var en fristående examen som krävdes före disputationen för doktorsgrad. Efter två år och 120 högskolepoäng på forskarutbildning inom de filosofiska fakulteterna kan studenten begära en licentiatexamen och bli filosofie licentiat.
För att få börja en forskarutbildning krävs en examen från såväl grundnivå, det vill säga kandidatexamen på 180 högskolepoäng, samt avancerad nivå, alltså magisterexamen på 60 högskolepoäng eller masterexamen på 120 högskolepoäng. Studenten måste därmed ha slutförda kurser på totalt 240 hp där minst 60 hp är på avancerad nivå, för att söka en forskarutbildning.
En forskarutbildning innebär att studenten bedriver studier och forskning som ska leda till doktorsexamen genom en vetenskaplig avhandling (doktorsavhandling) som motsvarar 120 högskolepoäng av de totalt 240 på forskarutbildningen. Studenten ”doktorerar” under denna period och kallas ”doktorand”. Doktorander har en tidsbegränsad anställning vid en högskola eller ett universitet där de bedriver forskning och undervisar. 
För att avlägga examen måste studenten disputera med sin doktorsavhandling. Disputation är en process där doktoranden muntligen försvarar sin avhandling inför en opponent och en betygsnämnd. Blir vederbörande godkänd efter denna process avlägger doktoranden doktorsexamen och blir därmed doktor. 
En forskarstuderande kan avlägga filosofie doktorsexamen även på annan fakultet om vederbörande har en humanistisk, naturvetenskaplig eller samhällsvetenskaplig yrkesexamen alternativt om personen har en generell examen på grund- eller avancerad nivå inom naturvetenskapligt, samhällsvetenskapligt eller humanistiskt huvudområde. Utbildning på forskarnivå kan även påbörjas av studenter som på annat sätt tillägnat sig motsvarande kunskaper, exempelvis genom en utländsk utbildning.
Det finns allmänna krav och mål enligt den nationella examensbeskrivningen som beskriver förväntningarna på den som får avlägga en doktorsexamen. Olika forskarutbildningsämnen och högskolor respektive universitet kan även ha vidare specifikationer och villkor för vad som krävs för respektive examen samt för antagande till forskarutbildningen.
Sveriges genom tiderna yngste filosofie doktor är Roloff Andersson Schrewelius (född 6 januari 1825) som fick sin doktorsgrad 1844  då han var 19 år  .
År 2016 blev Stefan Buijsman från Nederländerna Sveriges yngste doktor (under 2000-talet). Buijsman doktorerade på ett och ett halvt år och disputerade vid 20 års ålder. Hans ämne var matematisk filosofi. 1883 blev Ellen Fries Sveriges första kvinnliga filosofie doktor. Hon disputerade vid Uppsala universitet med en avhandling inom historia. Hennes avhandling hade titeln ” Bidrag till kännedomen om Sveriges och Nederländernas diplomatiska förbindelser under Karl X Gustafs regering”.